# Godshill
Godshill – wieś w Anglii, na wyspie Wight. Leży 8 km na południe od miasta Newport i 125 km na południowy zachód od Londynu. Miejscowość liczy 1465 mieszkańców.